# گدژوخ
گدژوخ یا هجوخ (به لاتین: Gedzhukh) یک منطقهٔ مسکونی در روسیه است که در داغستان واقع شده‌است.